# Pocket Gamer
Pocket Gamer é um site de jogos eletrônicos que se concentra em jogos para celular e portáteis. O site foi lançado em 2005 e é de propriedade da empresa britânica Steel Media Ltd. Ele abrange todos os principais formatos de jogos móveis e portáteis, incluindo para iPhone, iPad, Android, Nintendo Switch e outros. Foi um dos primeiros a cobrir o mercado de jogos para iPhone. A publicação também distribui prêmios para jogos portáteis para reconhecê-los em várias categorias. O jornal britânico The Guardian, uma vez distribuiu uma lista de jogos para celular recomendados pela Pocket Gamer, especialmente a lista de jogos recomendados para cada mês.
Nos anos desde o seu lançamento, a Steel Media Ltd criou muitos spin-offs de marcas, incluindo o site PocketGamer.biz voltado para a indústria e uma série de conferências chamadas Pocket Gamer Connects. A Steel Media Ltd. foi adquirida pela Enthusiast Gaming em 2019. Em dezembro de 2009, o The Guardian nomeou-o em sua lista referente aos 100 sites mais essenciais de todos.